# Jizan
Pour la province, voir Jizan (province).
Jizan ou Jazan, Gizan ou Gazan (arabe : جازان) est une ville d'Arabie saoudite, située à l'extrême sud-ouest du pays sur les bords de la mer Rouge, dans la province de Jizan, dont elle est la capitale, à une soixantaine de kilomètres de la frontière avec le Yémen. La ville héberge actuellement plus 100 000 habitants.
La Jizan Economic City, ou JEC, mise en place par le Modon, devrait revitaliser la région.

## Climat
Jazan a un climat subtropical avec une température annuelle moyenne de  30 °C. Le mois de janvier voit généralement des maxima diurnes de 31 °C et des minima de 22 °C, tandis que le mois de juillet a une moyenne maximale diurne de 40 °C et minimale de 30 °C. La température annuelle moyenne est de 31 °C.

## Tourisme
- Hôtels :
  - Al Hayat Gizan Hotel
  - Atheel Hotel
- Restaurants
  - Waterfall
  - Happy Time Restaurant
- Aéroport : vols de/vers Jeddah, Riyadh, Najran, Sharurah,
- Bus : de/vers Jeddah, Abha, Najran...,
- Îles Farasan au Seaport Authority